# سيزار أسيفيدو
سيزار أسيفيدو (بالإسبانية: Cesar Acevedo) هو لاعب كرة قدم سلفادوري في مركز الدفاع، ولد في 5 سبتمبر 1953 في تشالشوابا ‏ في السلفادور. شارك مع منتخب السلفادور لكرة القدم. أما مع النوادي، فقد لعب مع نادي سانتانيكوس أسوشيتد.

## وصلات خارجية
- سيزار أسيفيدو على موقع الاتحاد الدولي (مؤرشف)  (الإنجليزية)